# Římskokatolická farnost svatého Michala Olomouc
Římskokatolická farnost svatého Michala Olomouc  je územní společenství římských katolíků, jehož farním kostelem je kostel sv. Michala v Olomouci v děkanátu Olomouc olomoucké arcidiecéze.

## Historie farnosti
Farnost byla přenesena ke kostelu sv. Michala (původně dominikánskému) roku 1784 od zrušeného kostela Panny Marie na Předhradí, nahrazuje i dřívější farní správu u kostela sv. Blažeje.

## Sakrální stavby ve farnosti
- farní kostel sv. Michala
- filiální kostel Zvěstování P. Marie (kapucínský)
- filiální kostel sv. Kateřiny (voršilky)
- kaple sv. Jana Sarkandra

## Duchovní správci
Od července 2017 je farářem R. D. Mgr. Antonín Štefek.